# Ivan Jakimoesjkin
Ivan Andrejevitsj Jakimoesjkin (Russisch: Иван Андреевич Якимушкин) (Moerom, 17 juni 1996) is een Russische langlaufer.

## Carrière
Jakimoesjkin maakte zijn wereldbekerdebuut op 30 december 2017 in Lenzerheide. Een dag later scoorde hij aldaar zijn eerste wereldbekerpunten. In november 2019 behaalde de Rus in Ruka zijn eerste toptienklassering in een wereldbekerwedstrijd. In februari 2020 stond Jakimoesjkin in Falun voor de eerste maal in zijn carrière op het podium van een wereldbekerwedstrijd. Op de wereldkampioenschappen langlaufen 2021 in Oberstdorf eindigde hij als achtste op de 30 kilometer skiatlon en als elfde op de 15 kilometer vrije stijl. Op de estafette sleepte hij samen met Aleksej Tsjervotkin, Artjom Maltsev en Aleksandr Bolsjoenov de zilveren medaille in de wacht.

## Resultaten

### Wereldkampioenschappen
| Jaar | Plaats     | Resultaten                                                    |
| ---- | ---------- | ------------------------------------------------------------- |
| 2021 | Oberstdorf | 11e 15 km vrije stijl · 8e 30 km skiatlon · 4×10 km estafette |

### Wereldbeker
| Legenda | Legenda            |
| ------- | ------------------ |
| TdS     | Tour de Ski        |
| NO      | Nordic Opening     |
| LT      | Lillehammer Triple |
| RT      | Ruka Triple        |
| WBF     | Wereldbekerfinale  |
| STC     | Ski Tour Canada    |
| ST      | Ski Tour           |

Eindklasseringen
| Seizoen   | Algm   | DI     | SP  | TdS |
| --------- | ------ | ------ | --- | --- |
| 2017/2018 | 65e    | 58e    | –   | 21e |
| 2018/2019 | 58e    | 47e    | –   | –   |
| 2019/2020 | 17e    | 13e    | 80e | 17e |
| 2020/2021 | Zilver | Zilver | 31e | 4e  |